# Leben und Tod auf Long Island
Leben und Tod auf Long Island (Originaltitel: Love and Death on Long Island; Alternativtitel TV: Liebe und Tod auf Long Island – DVD: Eine Liebe auf Long Island) ist ein britisch-kanadischer Film von Richard Kwietniowski aus dem Jahr 1997. Als Vorlage diente der 1990 veröffentlichte Kurzroman Love and Death on Long Island des britischen Autors Gilbert Adair.

## Handlung
Giles De’Ath, ein renommierter Schriftsteller fortgeschritteneren Alters, dessen Frau vor einiger Zeit gestorben ist, führt ein sehr zurückgezogenes Leben in London. Er hat keinerlei Verständnis für moderne Technik und steht Produkten der Massenkultur prinzipiell kritisch gegenüber. Als er sich einmal versehentlich ausschließt und es in Strömen regnet, sucht er im Kino Unterschlupf. Eigentlich will Giles eine E.-M.-Forster-Literaturverfilmung anschauen, gerät aber in den falschen Kinosaal und sieht sich der amerikanischen Teenager-Komödie Hot Pants College II ausgesetzt. Er findet das Geschehen auf der Leinwand reichlich infantil, bis ein junger gutaussehender Schauspieler in dem Film sein Interesse weckt. Zu seiner eigenen Überraschung fühlt er sich von dem jugendlichen Nebendarsteller angezogen, dessen Namen er als Ronnie Bostock recherchiert.
Im Folgenden verändert sich das Leben von Giles, der sich zu einem regelrechten Fan von Ronnie Bostock entwickelt. Er sammelt Zeitungsartikel und Starschnitte, sichtet B-Movies und Sitcoms mit Bostocks Mitwirkung und schafft sich moderne Geräte – etwa zunächst einen Videorekorder und dann einen Fernseher – an. Seine Haushälterin Mrs. Barker, unter deren Fittichen er zuvor etwas stand, lässt er weniger und weniger kommen, um ungestört seiner Vorliebe für Ronnie Bostock nachgehen zu können. Seinem Literaturagenten und Freund Henry kündigt er an, ein Buch mit für ihn ganz neuen Themen zu schreiben. Henry, der wie der Rest des Umfeldes des Schriftstellers die Veränderungen zunehmend kritisch beobachtet hat, aber sie nicht deuten kann, schlägt ihm einen Urlaub vor. Giles stimmt sofort zu und reist nach Long Island, wo Ronnie laut den Zeitungsartikeln leben soll.
In Long Island quartiert sich Giles in einem billigen Motelzimmer ein und findet nach einigen Tagen schließlich Ronnies Haus, der sich aber gerade bei Dreharbeiten in Hollywood befindet. Er folgt Ronnies Freundin namens Audrey in den Supermarkt und rammt ihren Einkaufswagen, um ins Gespräch zu kommen. Er erzählt ihr als Ausrede, dass seine Patentochter Abigail ein großer Fan von Ronnie sei. Audrey freut sich, dass ihr Freund offenbar beliebt in England ist, und lädt Giles einige Tage später zu einem Treffen mit Ronnie ein. Auch Ronnie, der keine Lust mehr auf Teenagerfilmchen hat, fühlt sich von der Aufmerksamkeit des bekannten Intellektuellen geschmeichelt. Giles versucht, weiter in Ronnies Nähe zu bleiben, und erzählt deshalb, dass er an einem anspruchsvollen Drehbuch arbeite, bei dessen Verfilmung Ronnie die Hauptrolle spielen solle. Audrey ahnt allerdings, dass Giles noch andere Motive verbirgt, und arrangiert, dass sie und Ronnie für längere Zeit von Long Island wegfahren.
Bei einem letzten Treffen erklärt Giles dem Schauspieler, dass viele Künstler jüngere Liebhaber gehabt hätten, die wiederum wie etwa Rimbaud dadurch künstlerisch gewachsen seien. Außerdem sei seine Beziehung mit Audrey ja sowieso nicht für die Ewigkeit. Schließlich gesteht Giles ihm seine Liebe. Ronnie reagiert darauf abweisend, klopft Giles aber zum Abschluss versöhnlich auf die Schulter. Giles schreibt einen längeren Brief an Ronnie, in dem er seine Obsession näher erklärt, und verlässt dann Long Island. Ronnie lässt in seinen nächsten Film Hotpants College III eine von Giles erdachte Szene einbauen, in der er ein Gedicht von Walt Whitman bei der Beerdigung seiner Mutter zitiert.

## Hintergrund

Das Gemälde The Death of Chatterton von Henry Wallis spielt im Film eine wichtige Rolle

Der Film basiert auf der 1990 veröffentlichten Erzählung Love and Death on Long Island des britischen Autors Gilbert Adair. Deren deutsche Übersetzung erschien 1998 unter dem Titel Liebestod auf Long Island.
Für Regisseur und Drehbuchautor Richard Kwietniowski, der seit den 1980er-Jahren einige Kurzfilme inszeniert hatte, handelte es sich um seinen ersten Spielfilm. Gedreht wurde trotz des Titels nicht auf Long Island, sondern in Neuschottland, wo eine der Produktionsfirmen ihren Sitz hatte. Leben und Tod auf Long Island feierte seine Weltpremiere 1997 auf den Filmfestspielen von Cannes, ein Jahr später kam er allgemein in die Kinosäle. Der für verhältnismäßig wenig Geld gedrehte Film erhielt gute Kritiken und nahm allein in den USA über 2,5 Millionen Dollar ein.

## Auszeichnungen
Richard Kwietniowski erhielt den Carl Foreman Award für die beste Nachwuchsleistung bei den BAFTA Awards. Weitere Auszeichnungen erfolgten bei den New York Film Critics Circle Awards für den besten Debütfilm, mit dem FIPRESCI Prize auf dem Chicago International Film Festival und einem Spezialpreis vom National Board of Review.

## Kritiken
Das Portal queer.de urteilt: „Eine Liebe auf Long Island ist ein Film der internationalen Extraklasse mit Topbesetzung, der sich als Klassiker des Queer Cinema etabliert hat. John Hurt spielt den älteren Schriftsteller und nach ‚The Naked Civil Servant‘ wieder einen Schwulen. Und Jason Priestley, bekannt aus Beverly Hills, 90210, den jungen Schauspieler.“
Rico Pfirstinger urteilt auf dem Portal spielfilm.de: „Es ist die tragikkomische Geschichte eines kultivierten Fossils, das vollkommene Schönheit am Ende ausgerechnet in all dem entdeckt, was es selbst nie gewesen ist. John Hurt überzeugt mit subtilen Gesten und der nuancierten Darstellung eines durch die eigene Selbstentblößung verwundbar gewordenen Witwers, der sich der Lächerlichkeit und Aussichtslosigkeit seines Handelns wohl bewußt ist und dessen Leben dennoch aus den Fugen gerät: Ohne eine Träne zu vergießen, vermittelt Hurt mehr Tragik als ein schluchzender Tom Hanks und – ohne ein einziges Mal zu lachen – mehr Komik als ein possenreißender Jim Carrey.“
Jonathan Rosenbaum meinte, Adairs Vorlage sei eine „komödiantische Variation von Thomas Manns Der Tod in Venedig“. Die Verfilmung sei vielleicht sogar noch gelungener als Adairs clevere Vorlage, denn diese sei durch ihre Ich-Perspektive etwas eingeschränkt, während der Film eine „wunderbare Ausgewogenheit menschlicher Sympathien erreicht“. An keinem Punkt würden die Figuren durch ihre „Dummheiten oder Eitelkeiten“ in den Augen der Zuschauer ihre Würde verlieren, so sei Finoa Loewi als Freundin des Filmstars „nicht weniger bewegend“. Der Film sei eine „schlagfertige, schlaue Meditation“ über die Kraft der Popkultur im Allgemeinen und der rationalisierten Betrachtung von Cinephilie und „Filmkritik im Speziellen“. Der Film sei „nur in seiner Erscheinung ein kleiner Film“ und es sei für einen Regisseur in seinem Spielfilmdebüt ein außergewöhnlich solides und selbstbewusstes Werk geworden.